# Шемякин, Михаил Михайлович (химик)
Михаи́л Миха́йлович Шемя́кин (13 (26) июля 1908 — 26 июня 1970) — советский химик-органик и педагог, внёсший значительный вклад в изучение механизмов химических реакций, синтез, изучение структуры и свойств пептидов и антибиотиков. Профессор (1942), академик АН СССР (1958). Труды Шемякина в значительной степени способствовали становлению современной биоорганической химии.

## Биография
Родился 13 (26) июля 1908 года в семье известного московского врача.
После окончания в 1930 году химического факультета Московского университета работал в НИИ органических продуктов и красителей (НИОПИК), позднее работал во Всесоюзном институте экспериментальной медицины (ВИЭМ). В ВИЭМ проявил интерес к исследованиям в области биологически активных веществ и в 1939 году создал лабораторию химии органической химии, впоследствии переименованную в лабораторию химии витаминов.
К 1940 году в результате работ Шемякина и профессора Б. А. Кудряшова в нашей стране появился отечественный промышленный препарат витамина K.
В 1941 году защитил докторскую диссертацию «Исследования в области альдегидокислот в ряду дифенилциклобутандикарбоновых кислот. Гидролитическое расщепление углеродных связей».
Академик АН СССР (1958, член-корреспондент 1953). Академик-секретарь Отделения биохимии и химии физиологических активных соединений АН СССР, член Президиума АН СССР.
Возглавлял Институт химии природных соединений АН СССР с момента его создания (1959) до 1970 года. С 1970 по 1988 год Институт возглавлял его ученик и последователь, вице-президент АН СССР, академик Юрий Анатольевич Овчинников.
Умер 26 июня 1970 года в Риге во время участия в работе Международного симпозиума по химии природных соединений. Похоронен в Москве на Новодевичьем кладбище.

## Семья
Первая супруга (до 1959) — Бамдас Эдда Марковна (Этта Мееровна, 1900—1987), актриса Театра имени М. Н. Ермоловой, известная под сценическим псевдонимом Евдокия Мироновна Бамдасова. В разводе. Её братья — поэт и переводчик Моисей Маркович Бамдас (1896—1959) и доктор технических наук Александр Маркович Бамдас.
Вторая супруга (с 1959 по 1970) — Кугатова-Шемякина Гали Павловна (28.05.1918—06.1970), химик-органик, доктор химических наук, профессор, заведующая лабораторией Института химии природных соединений (Институт биоорганической химии). Похоронена в Москве на Новодевичьем кладбище рядом с мужем.
- Пасынки — Шемякин Сергей Михайлович (1942—1987) и Шемякин Андрей Михайлович (1955—2023). Похоронены в Москве на Новодевичьем кладбище рядом с отчимом и матерью.

## Научная деятельность
Основными объектами исследований академика Шемякина были антибиотики, белки, пептиды, липиды, витамины и другие биологически активные соединения.
Примерно до 1950 года основным направлением его работы была разработка теории окислительно-гидролитических превращений органических веществ, нашедшей впоследствии применение при изучении сложных реакций многих природных веществ (патулина, тетрациклинов) и важных в технологическом отношении процессов (выцветание красителей). На основе представлений о механизме окислительно-гидролитических превращений он вместе с биохимиком А. Е. Браунштейном в 1952—1953 годах разработал общую теорию процессов переаминирования, являющихся основой обмена азота у живых организмов. В реакции переаминирования аминогруппы переносятся от аминокислот в органические кислоты, не содержащие азот, но имеющие в своём составе кетогруппу. Это открытие позволило объяснить, как в организме образуются азотосодержащие соединения, в том числе белки, а также позволили выяснить механизмы превращения ряда сложных антибиотиков. Также М. М. Шемякин внёс значительный вклад в изучение механизма и стереохимии реакции Виттига.
Был одним из первых, кто оценил большое теоретическое и практическое значение антибиотиков. Учёный был одним из авторов фундаментального труда «Химия антибиотикотических веществ», который стал незаменимым справочником химиков многих стран. При его участии была решена проблема получения оптически чистого изомера хлорамфеникола в промышленности (левомицетина), а также написана книга о лечебном применении левомицетина для внедрения его в медицинскую практику. В 1966 году группа советских учёных во главе с Шемякиным и М. Н. Колосовым осуществила полный синтез тетрациклина, открыв при этом ранее неизвестные реакции изомеризации антибиотиков. Также были достигнуты значительные успехи в изучении механизма действия тетрациклинов. В 1957—1959 годах М. М. Шемякин с сотрудниками опубликовали ряд работ по получению аналогов саркомицина.
Во время работы в Институте химии природных соединений АН СССР (ныне Институт биоорганической химии им. М. М Шемякина и Ю. А. Овчинникова) проводил исследования по химии депсипептидов. Были разработаны методы синтеза депсипептидов регулярного и нерегулярного строения. Эти исследования дали возможность получить целый ряд депсипептидов, предложить новые структурные формулы энниатинов и валиномицина, разработать общий принцип получения аналогов биологически активных депсипептидов и дало толчок к изучению связывания депсипептидов с катионами щелочных металлов. Работа была продолжена учениками: академиком Ю. А. Овчинниковым и член-корреспондентом АН СССР Т. В. Ивановым.
Является автором ряда новаторских идей в области синтеза и установления первичной структуры пептидов. В частности, в 1960-е годы им совместно с Ю. А. Овчинниковым, Н. С. Вульфсоном другими был разработан масс-спектрометрический метод определения аминокислотной последовательности в полипептидах и метод синтеза пептидов на полимерном носителе в растворе.

## Основные работы
- Шемякин М. М., Хохлов А. С. Химия антибиотических веществ. — М.—Л.: Госхимиздат, 1949. — 454 с.
- Шемякин М. М., Хохлов А. С., Колосов М. Н. и др. Химия антибиотиков, т. 1. — М.: Изд-во АН СССР, 1961. — 774 с.
- Шемякин М. М., Хохлов А. С., Колосов М. Н. и др. Химия антибиотиков, т. 2. — М.: Изд-во АН СССР, 1961. — 1550 с.
- Химия и биология: на стыке двух наук. Избранные труды. — М., 2006.

## Память
- Институт биоорганической химии Российской Академии наук им. М. М. Шемякина и Ю. А. Овчинникова